# Paulo Macedo

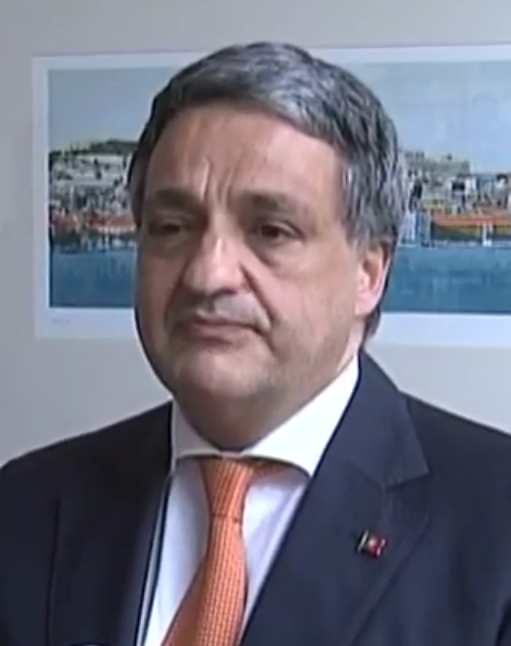
Paulo Macedo (2014)

Paulo José Ribeiro Moita de Macedo (* 14. Juli 1963 in Lissabon) ist ein portugiesischer Manager und Politiker. Vom 21. Juni 2011 bis zum 30. Oktober 2015 hatte er das Amt des Ministers für Gesundheit im Kabinett des Premierministers Pedro Passos Coelho inne.

## Leben
Paulo Macedo, Sohn des Malers Moita Macedo, schloss sein Studium in Unternehmensmanagement an der Hochschule für Wirtschaft und Management (ISEG) der Technischen Universität Lissabon mit der licenciatura ab.
Nach seinem Studium blieb er als wissenschaftlicher Mitarbeiter an seiner Bildungsstätte tätig, gleichzeitig begann er seine berufliche Karriere in der Abteilung für Finanzberatung der Prüfungsgesellschaft Arthur Andersen. Im weiteren Verlauf lehrte er auch an der ISEG.
Macedo hatte zahlreiche Posten in Gremien verschiedener Unternehmen. Unter anderem war er stellvertretender Vorsitzender des geschäftsführenden Vorstandes der portugiesischen Bank Banco Comercial Português, hatte aber auch andere Aufgaben in diesem Unternehmen. Des Weiteren saß er im Aufsichtsrat des Börsenunternehmens Euronext.
2004 ernannte ihn der damalige portugiesische Premierminister José Manuel Barroso zum Leiter der portugiesischen Steuerfahndungsbehörde (Direcção-Geral dos Impostos). Dieses Amt übte er bis 2007 aus.
Am 24. Februar 2006 erhob ihn Aníbal Cavaco Silva, Staatspräsident Portugals, in den Stand eines Großoffiziers (Grande-Official) des Ordens des Infanten Dom Henrique.
Am 17. Juni 2011 schlug der zuvor in der Parlamentswahl siegreiche Pedro Passos Coelho Paulo Macedo als einen von vier parteilosen Ministern für sein Kabinett vor. Staatspräsident Cavaco Silva ernannte ihn daraufhin am 21. Juni 2011 zum Minister für Gesundheit.
Seit 2. Februar 2017 ist er Chief Executive Officer (Presidente da Comissão Executiva) und Vice-Chairman (Vice-Presidente do Conselho de Administração) der portugiesischen Bank Caixa Geral de Depósitos, S. A. (CGD).

## Privat
Macedo ist verheiratet und hat zwei Kinder.